# 대치초등학교
대치초등학교는 대한민국 충청남도 청양군 대치면 시전리에 있었던 공립 초등학교이다.

## 연혁
- 1935년 5월 10일 대치공립보통학교 개교(4년제, 설립인가 4월 30일)
- 1938년 4월 1일 대치공립심상소학교(6년제)로 개칭
- 1941년 4월 1일 대치공립국민학교로 개칭
- 1950년 5월 31일 대치국민학교로 개칭
- 1960년 5월 20일 상갑분교장 설치
- 1989년 9월 1일 벽지학교(라급지)로 지정
- 1990년 6월 29일 벽지형 급식학교로 지정
- 1991년 3월 1일 상갑분교장 통폐합
- 1996년 3월 1일 대치초등학교로 교명 개칭
- 2012년 2월 17일 제74회 졸업식
- 2012년 3월 1일 청양초등학교로 통폐합